# Mizarela
Mizarela (por vezes Misarela, grafia não oficial) é uma povoação portuguesa do Município da Guarda que foi sede da extinta Freguesia de Mizarela, freguesia que tinha 5,53 km² de área e 135 habitantes (2011), e, por isso, uma densidade populacional de 24,4 hab/km².
A Freguesia de Mizarela foi extinta (agregada) pela reorganização administrativa de 2012/2013, sendo o seu território integrado na União de Freguesias de Mizarela, Pero Soares e Vila Soeiro da qual é a sede.

## Localização
A aldeia situa-se a 13 km da sede do município, no vale do Caldeirão, Parque Natural da Serra da Estrela, na margem esquerda do Rio Mondego.

## População
Por idades em 2001 e 2011			

| Totais e grupos etários | Totais e grupos etários | Totais e grupos etários | Totais e grupos etários | Totais e grupos etários | Totais e grupos etários | Totais e grupos etários | Totais e grupos etários | Totais e grupos etários | Totais e grupos etários | Totais e grupos etários | Totais e grupos etários | Totais e grupos etários | Totais e grupos etários | Totais e grupos etários | Totais e grupos etários |
| ----------------------- | ----------------------- | ----------------------- | ----------------------- | ----------------------- | ----------------------- | ----------------------- | ----------------------- | ----------------------- | ----------------------- | ----------------------- | ----------------------- | ----------------------- | ----------------------- | ----------------------- | ----------------------- |
|                         | 1864                    | 1878                    | 1890                    | 1900                    | 1911                    | 1920                    | 1930                    | 1940                    | 1950                    | 1960                    | 1970                    | 1981                    | 1991                    | 2001                    | 2011                    |
| Total                   | 544                     | 506                     | 519                     | 531                     | 619                     | 598                     | 524                     | 551                     | 568                     | 547                     | 430                     | 288                     | 246                     | 187                     | 135                     |

| 0-14 anos | 15-24 anos | 25-64 anos | 65 e + anos |
| 8 \| 8    | 29 \| 5    | 90 \| 67   | 60 \| 55    |
| +0%       | -83%       | -26%       | -8%         |

## Factos históricos
- A origem da povoação é medieval.
- No dia 8 de Fevereiro de 1912, após três meses de mau tempo, parte da povoação é atingida por um desabamento de terras a que chamaram o Dilúvio, que arrasou várias habitações ferindo várias pessoas e tirando a vida a 15, 8 delas da mesma família. Ainda hoje é visível na encosta o buraco donde se desprenderam as terras.
- A aldeia é fustigada nos anos de 1970 pelo êxodo rural e pela emigração, com a fuga dos habitantes para países como França, Estados Unidos da América, Alemanha Ocidental, Luxemburgo e Itália mas, sobretudo, internamente para Lisboa e para a sede do concelho, a cidade da Guarda. Como umas das consequências, no início do século XXI vê fechar a escola por falta de crianças.

## Lenda
Nos anos 80, aquando da construção da Casa do Povo, foi imortalizada num painel de azulejos colocado na fachada desse edifício a lenda que explica a razão pela qual a Mizarela é conhecida como a Aldeia do Melro.
Conta a história que um agricultor andava pelos campos, de roda das cerdeiras, zelando pelas cerejas que estavam a amadurecer e, como tal, apresentavam uma cor amarelada quando a certa altura vê fugir um melro do meio de uma das árvores. Tendo o dito pássaro o bico amarelo, contava ele que tal fosse uma cereja e desatou a correr atrás dele empunhando uma espada de cortiça. Quando o pássaro parou em cima de um barroco de granito o agricultor não pensou duas vezes e atirou a espada com o intuito de acertar no melro. Consta que a pontaria não foi a melhor mas que, tal a fúria e determinação das gentes da terra, ao que parece o dito barroco se abriu ao impacto tendo a espada de cortiça ficado esta cravada nele.
Alguns populares há que acrescentam que o dito agricultor correu atrás do melro bons quilómetros, até ao sítio do Barroco da Penhadeira na Velosa. Outras fontes mais pictóricas afirmam que o melro levava realmente uma cereja no bico e que, para fugir da espada, a deixou cair e esta se foi enfiar na brecha recém-aberta no barroco e que daí rebentou uma cerdeira.

## Património
A aldeia tem como ponto forte a imponente paisagem natural e é atravessada por uma calçada romana da qual ainda se podem encontrar alguns troços em razoável estado de conservação. Essa calçada seria provida de uma ponte da mesma idade sobre o rio Mondego que terá sido substituída por uma outra mais funcional durante a Idade Média e que, embora actualmente se situe em território de freguesias vizinhas, por todos é reconhecida como Ponte da Mizarela.
Seguindo essa calçada na subida da serra, quem passasse na aldeia encontrava à entrada uma capela dedicada a Santo António e à saída uma outra em honra de São Gregório. Há ainda de destacar algumas quintas, solares e casas brasonadas, a Igreja Matriz e a Torre do Relógio.

## Economia
O microclima do vale do Caldeirão, os solos férteis e a abundância de nascentes de água proporcionam um vasto leque de culturas hortícolas, cereais e árvores de fruto, sendo de destacar as cerejeiras e as oliveiras. Aliás, a produção do afamado azeite é muito levada a sério pela população, mesmo pelos naturais que habitam foram da aldeia, que fazem grandes esforços por colher toda a azeitona não obstante o frio do Inverno.
Em 2010 entrou em funcionamento um lagar de azeite a frio, com capacidade para produção de azeite biológico, propriedade da Cooperativa de Camponeses do Vale do Alto Mondego, também sedeada na freguesia.

## Associações recreativas e desportivas
O Núcleo Desportivo e Cultural da Misarela, fundado em 1985, contava em 2006 com quase 300 associados e tem vindo a manifestar cada vez mais actividade, animando a aldeia com a organização de diversas actividades culturais e desportivas.